# カウ川
カウ川（ベトナム語：Sông Cầu / 瀧梂）はベトナム北部に位置する川。
グエットドゥク川（ベトナム語：Sông Nguyệt Đức / 瀧月德）、フールオン川（ベトナム語：Sông Phú Lương / 瀧富良）などとも呼ばれる。

## 概要
バックカン省、タイグエン省、バクザン省、首都ハノイ、バクニン省を流れ、南シナ海に注ぐ。山岳地帯に位置するチョドン県の西にあるチュン郡のフィアビオック峰を水源とする。 
川の長さは288km。流域面積は6030km2。 